# كلية هوغوينوت
كلية هوغوينوت في ويلينغتون (جنوب أفريقيا)، جنوب إفريقيا، هي معهد خاص يركز على تدريب العاملين في الخدمة الاجتماعية والكنيسة.

## لمحة تاريخية
تعود أصول كلية هوغوينوت إلى ثلاث مؤسسات تعليمية كانت موجودة سابقًا في ولينغتون (جنوب أفريقيا)، وهي مدرسة هوغوينوت، وكلية هوغوينوت الجامعية وفرايدينهايم. تأسست مدرسة هوغوينوت في عام 1874 بجهود الدكتور أندرو موراي. وكانت كلية تابعة لجامعة جنوب إفريقيا حتى نهاية عام 1950، عندما اضطرت الجامعة لإغلاق هذه الكلية الجامعية.
تأسست فريدنهايم عام 1904 وقدمت دورات في العمل التبشيري والعمل الاجتماعي والتعليم الكتابي حتى نهاية عام 1950.
عندما اضطرت كلية هوغوينت الجامعية إلى الإغلاق، بدأت الكنيسة الإصلاحية الهولندية مفاوضات ناجحة للسيطرة على أراضيها ومبانيها ومعداتها. افتتحت كلية هوغوينوت رسميًا في 28 فبراير 1951.
يدير الكلية مجلس إدارة، ويُعيّن أعضاء هذا المجلس على النحو التالي:
- 4 ممثلين تعينهم الجامعة الشريكة الأكاديمية
- ممثلان تعينهما الكنيسة الإصلاحية الهولندية (المجمع العام)
- 2 ممثلين يعينهم مالك المباني والمباني، الكنيسة البروتستانتية الهولندية (ويسترن كيب وجنوب كيب)
- ممثلان يعينهما السينودس العام للكنيسة الإصلاحية الموحدة في جنوب إفريقيا
- ممثل واحد تعينه الكنيسة الهولندية.
- ممثل واحد للسلطة المحلية في ويلينغتون، تعيّنه بلدية دراكنشتاين
- عميد الكلية
- ممثل واحد من المجلس الأكاديمي HC يعينه المجلس
- 4 خبراء يتمتعون بخبرة كبيرة في عالم التمويل وتشريعات الشركات والإدارة العامة
- 2 مديرين تنفيذيين يعينهم مجلس الإدارة
- سكرتير الشركة (غير عضو)

## روابط خارجية
- دراسات هوغوينوت اللاهوتية في كلية ماونت هوليوك نسخة محفوظة 2015-06-10 على موقع واي باك مشين.